# Eisenbahnunfall bei Czernowitz

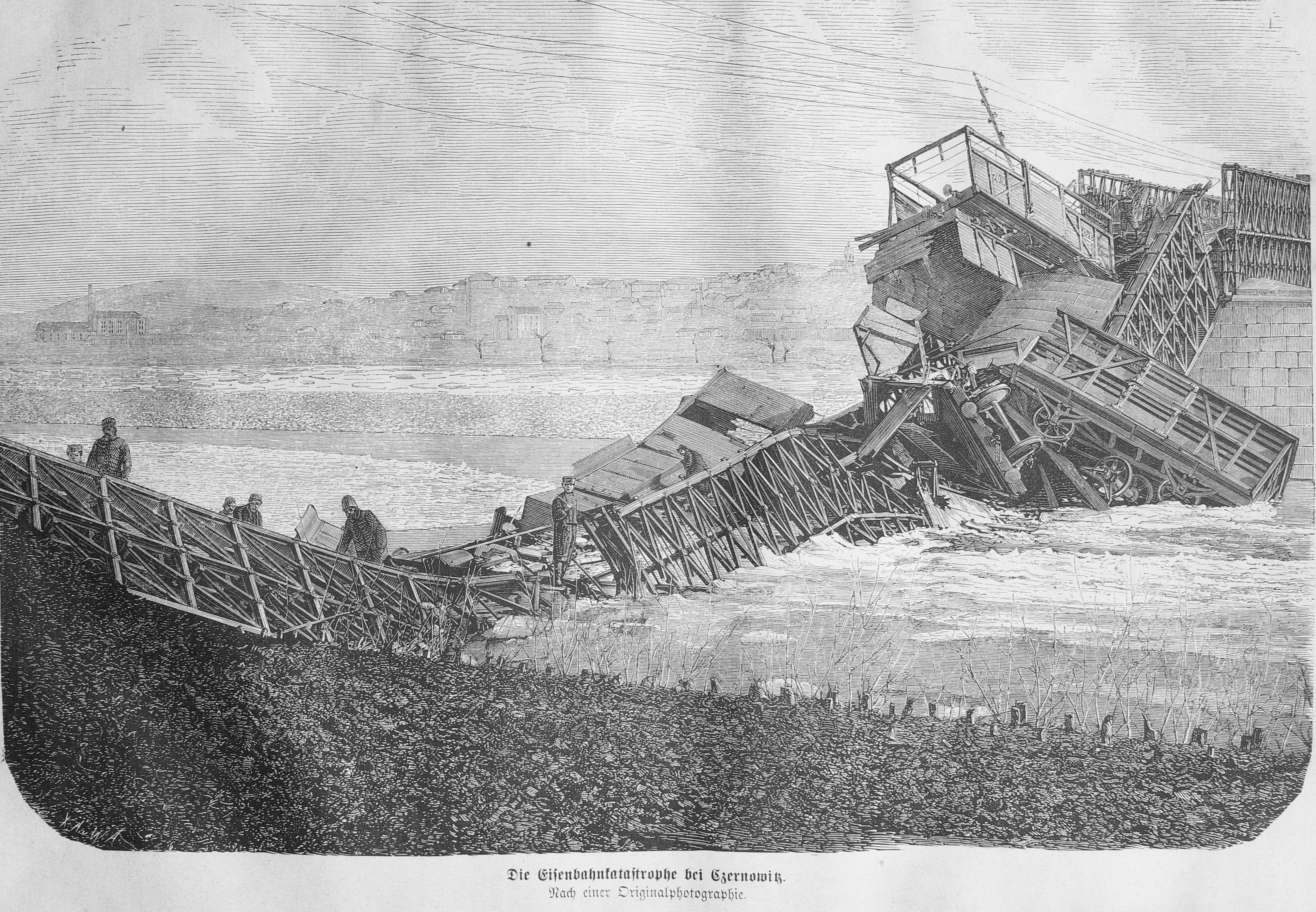
Mit den Worten „Die Eisenbahn ist in den Pruth gefallen!“ wurde der Eisenbahnunfall bei Czernowitz von der Warte des Czernowitzer Rathausturmes herab verkündet.

Beim Eisenbahnunfall bei Czernowitz stürzte am frühen Morgen des 4. März 1868 der vordere Teil eines Zuges von Czernowitz nach Lemberg in den Fluss Pruth, weil die Brücke unter ihm teilweise einstürzte.

## Eisenbahnbrücke bei Czernowitz
Die Eisenbahnstrecke wurde unter großem Zeitdruck während des Deutschen Krieges von der Lemberg-Czernowitz-Jassy-Eisenbahn-Gesellschaft (LCJE) gebaut und 1866 eröffnet. Kurz nach dem Bahnhof Czernowitz quert die Eisenbahnstrecke nach Lemberg den Fluss Pruth. Die erste Brücke war eine eingleisige Fachwerkbrücke aus Gusseisen mit Untergurten aus Schweißeisen nach dem System Schifkorn, bestehend aus vier Brückenfeldern mit einer Spannweite von je 57,80 m.
Ab Czernowitz verkehrte ein gemischter Zug nach Lemberg, planmäßige Abfahrt war 6:30 Uhr. Am Tag des Unfalls lief hinter der Zuglokomotive eine zweite Lokomotive kalt mit. Der Wagenzug bestand aus zehn Güterwagen, einem Kondukteur-, einem Post- und vier Personenwagen. Die Güterwagen waren mit Vieh (130 Schweine, 40 Ochsen) und landwirtschaftlichen Produkten beladen. Die Personenwagen waren mit ungefähr 40 Reisenden besetzt.

## Unfallhergang

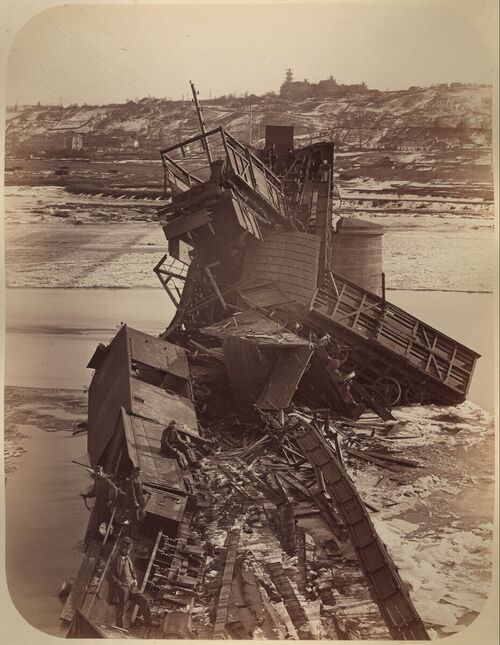
Einsturz der Schifkorn-Brücke über den Pruth bei Czernowitz

Wenige Minuten nach der Abfahrt in Czernowitz passierte der Zug die Brücke über den Pruth. Als der Zug das letzte Brückenfeld erreichte, brach dieses unter der Last zusammen und stürzte mit den Lokomotiven in den mit Treibeis bedeckten, Hochwasser führenden Fluss. Nachdem neun der Güterwagen in die Tiefe gerissen wurden, verhinderte der Trümmerhaufen aus Brückenteilen und Fahrzeugen den Absturz der restlichen Wagen.
Da die Personenwagen hinter den Güterwagen liefen und nicht abstürzten, kamen keine Reisenden zu Schaden. Lokomotivführer und Heizer sprangen aus der abstürzenden Lokomotive und konnten sich verletzt, erschöpft und lebensgefährlich unterkühlt aus dem Wasser retten. Ein Mann des Zugpersonals wurde vermisst und kam vermutlich durch den Unfall zu Tode.

## Konsequenzen des Unfalls
Der Untersuchungsbericht zum Unfall nannte mehrere Ursachen. Die Konstruktion der Untergurte war zu schwach ausgelegt, so dass das verwendete Schweißeisen weit über das zulässige Maß beansprucht wurde. Auch der Bau und die Unterhaltung der Brücke war mangelhaft. Diese Mängel führten zusammen mit der hohen Belastung der zwei Lokomotiven des Unfallzuges zum Einsturz der Brücke.
Eine weitere Erkenntnis aus dem Unfall war, dass das System Schifkorn für Eisenbahnbrücken grundsätzlich ungeeignet war. Neben der eingestürzten gab es an der Strecke Lemberg–Czernowitz noch drei weitere Brücken dieser Bauart. Alle Überbauten dieser vier Brücken wurden kurz nach dem Unfall abgebrochen und durch Neukonstruktionen ersetzt.
Auch andere Eisenbahngesellschaften zogen die Konsequenz aus dem Unfall und ersetzten in den Jahren bis 1895 die Überbauten der ungefähr 110 nach dem System Schifkorn gebauten Brücken durch Überbauten neuerer Konstruktion.